# (34829) 2001 SF198
(34829) 2001 SF198 es un asteroide perteneciente al cinturón de asteroides, descubierto el 19 de septiembre de 2001 por el equipo del Lincoln Near-Earth Asteroid Research desde el Laboratorio Lincoln, Socorro, Nuevo México.

## Designación y nombre
Designado provisionalmente como  2001 SF198.

## Características orbitales
2001 SF198 está situado a una distancia media del Sol de 2,264 ua, pudiendo alejarse hasta 2,412 ua y acercarse hasta 2,116 ua. Su excentricidad es 0,065 y la inclinación orbital 7,297 grados. Emplea 1244,07 días en completar una órbita alrededor del Sol.

## Características físicas
La magnitud absoluta de 2001 SF198 es 16,21. 